# Peeter Lindsaar
Peeter Lindsaar (bis 1935 Lindseer, * 29. Junijul. / 12. Juli 1906greg. in Kuldre, Kreis Urvaste; † 6. November 1990 in Sydney) war ein estnischer Schriftsteller und Journalist.

## Leben
Peeter Lindsaar besuchte Schulen in Vastse-Antsla, Otepää und Valga, wo er 1927 Abitur machte. Nach Ableistung der einjährigen Wehrpflicht blieb er beim Militär und entschied sich für die Offizierslaufbahn. 1931 schloss er die Militärakademie in Tondi als Leutnant ab und war danach an verschiedenen Orten stationiert. Von 1937 bis 1941 war er zudem an der Universität Tartu immatrikuliert. Nach der Sowjetisierung Estlands wurde er wie das gesamte estnische Militär in die Rote Armee inkorporiert und kämpfte nach dem deutschen Überfall auf die Sowjetunion zunächst auf sowjetischer Seite. 1941 desertierte er jedoch in der Nähe des Ilmensees und lief zur Wehrmacht über, der er von dem Zeitpunkt an als Dolmetscher diente. 1944 gelangte er nach Deutschland, wo er bis 1946 in der amerikanischen Besatzungszone interniert war. Danach lebte er eine Weile heimlich im Zimmer seiner Frau, die im Krankenhaus von Ansbach arbeitete, bevor das Paar im Sommer 1947 in die Britische Besatzungszone umsiedeln und 1948 dann nach Australien auswandern konnte.
In Australien arbeitete Lindsaar zunächst in einem Militärkrankenhaus und war danach mehrere Jahre Redakteur bei einer exilestnischen Zeitschrift. Von 1955 an war er bis zu seiner Pensionierung 1971 bei der Staatsbibliothek von New South Wales in Sydney angestellt.

## Werk
Lindsaar begann seine schriftstellerische Karriere in Deutschland, indem er 1947 an einem von den dortigen Exilesten in der amerikanischen Zone ausgeschriebenem Jugenditeraturwettbewerb teilnahm und für seinen eingereichten Text 1948 den dritten Preis erhielt. Die Novellensammlung Das alte Pferd wurde jedoch erst 1950 in Australien als sein Debüt und erstes in Australien gedrucktes belletristisches estnisches Buch publiziert. Die hierin enthaltenen Geschichten wurden später vom Humor her mit Oskar Luts verglichen. Sein wichtigstes Werk ist eine in Romanform gegossene sechsbändige Geschichte des estnischen Militärs in den Jahren 1927 bis 1933, bestehend aus den Romanen ... und die Soldaten singen [I + II], Männer mit Kordeln, Zarte Liebe, Die Herren Offiziere und Värska (1959–1977), mit der er den „Streitkräften der Republik Estland ein Denkmal setzte“.
Außerdem verfasste Lindsaar Arbeiten über die exilestnische Gemeinschaft in Australien und Reisebeschreibungen.

## Trivia
Lindsaar war Anhänger des Taara-Glaubens und seine Hochzeit mit Leonida Eliaser 1935 erfolgte neben der standesamtlichen Trauung auch nach dem Ritual dieses Glaubens.

## Bibliografie
- Vana hobune ('Das alte Pferd'). Sydney: Luuamees 1950. 112 S.
- Neptuun ilmus laevale. Reisukirjeldus ('Neptun ercshein auf dem Schiff. Reisebeschreibung'). Sydney: Luuamees 1951. 200 S.
- Koduküla. Lihtsaid lugusid ja laaste ('Heimatdorf. Einfache Geschichten und Miniaturen'). Lund: Eesti Kirjanike Kooperatiiv 1954. 303 S.
- Üle Austraalia mandri ('Durch Australien'). Lund: Eesti Kirjanike Kooperatiiv 1958. 318 S.
- ... ja sõdurid laulavad [I] ('…und die Soldaten singen [I]') Lund: Eesti Kirjanike Kooperatiiv 1959. 327 S.
- Eestlased Austraalias ja Uus-Meremaal / Estonians in Australia and New Zealand. Statistiline ja kronoloogiline ülevaade. Sydney: Luuamees 1961. 238 S.
- ... ja sõdurid laulavad. Teine köide ('… und die Soldaten singen. Zweiter Band'). Lund: Eesti Kirjanike Kooperatiiv 1962. 312 S.
- Mardus kiljatas. Usutluste kogu ('Aufschrei des Spuks. Interviewsammlung'). Lund: Eesti Kirjanike Kooperatiiv 1964. 303 S.
- Nood valged lilled ('Jene weißen Blumen'). Lund: Eesti Kirjanike Kooperatiiv 1964. 307 S.
- Paelamehed ('Männer mit Kordeln') Lund: Eesti Kirjanike Kooperatiiv 1967. 278 S.
- Õrn armastus ('Zarte Liebe'). Lund: Eesti Kirjanike Kooperatiiv 1970. 270 S.
- Härrad ohvitserid ('Die Herren Offiziere'). Lund: Eesti Kirjanike Kooperatiiv 1974. 240 S.
- Värska ([Ortsname]). Lund: Eesti Kirjanike Kooperatiiv 1977. 238 S.
- Kannatustee. Usutlustekogu mälestusist ('Leidensweg. Interviewsammlung über Memoiren'). Lund: Eesti Kirjanike Kooperatiiv 1983. 209 S.